# テー (小惑星)
テー (5408 Thé) は小惑星帯の小惑星。トム・ゲーレルスとファン・ハウテン夫妻によって発見された。
1959年から1968年の間、ジャワ島のボスカ天文台の所長を務めた、インドネシアの天文学者 Pik Sin Thé に因んで名付けられた。